# De sista människorna
De sista människorna, fullständig titel Figurkomposition, kallad De sista människorna, är en oljemålning av den svenske konstnären Carl Fredrik Hill. Den ingår sedan 1971 i Nationalmuseums samlingar i Stockholm. 
Efter studier vid Konstakademien i Stockholm reste Hill 1873 till Paris. I Frankrike kom han att ta stort intryck av Camille Corots friluftsmåleri och målade nästan uteslutande naturtrogna landskap. Efter att hans psykiska hälsa försämrats togs han 1878 in på psykiatrisk klinik i Passy. 1882 återvände Hill till barndomshemmet i Lund där han vårdades till sin död 1911. 
Även efter att Hill blivit sjuk fortsatte han att arbeta intensivt. I den stora mängden teckningar och akvareller som han utförde under sjukdomsåren framträder en annan värld. Hans visionära motiv från denna tid innehåller ofta guldfärg. De sista människorna är en av få oljemålningar från sjukdomstiden i Lund. Under en hotfull mörk himmel balanserar de två gestalter med sammanslingrade armar på ensam klippa i ett oroligt hav. Deras blickar är redan vända mot en annan värld.